# Leichtathletik-Halleneuropameisterschaften 1973
Die 4. Leichtathletik-Halleneuropameisterschaften fanden am 10. und 11. März 1973 in Rotterdam (Niederlande) statt. Austragungsort war das Ahoy.

## Ergebnisse Männer

### 60 m
| Platz | Athlet           | Land | Zeit (s) |
| ----- | ---------------- | ---- | -------- |
| 1     | Zenon Nowosz     | POL  | 6,64     |
| 2     | Manfred Kokot    | GDR  | 6,66     |
| 3     | Raimo Vilén      | FIN  | 6,71     |
| 4     | Brian Green      | GBR  | 6,74     |
| 5     | Sammy Monsels    | NED  | 6,81     |
| 6     | Vincenzo Guerini | ITA  | 6,84     |

Finale am 10. März

### 400 m
| Platz | Athlet           | Land | Zeit (s) |
| ----- | ---------------- | ---- | -------- |
| 1     | Luciano Sušanj   | YUG  | 46,38    |
| 2     | Benno Stops      | GDR  | 47,31    |
| 3     | Dariusz Podobas  | POL  | 47,40    |
| 4     | Gert Pollakowski | GDR  | 48,28    |

Finale am 11. März

### 800 m
| Platz | Athlet              | Land | Zeit (min) |
| ----- | ------------------- | ---- | ---------- |
| 1     | Francis Gonzalez    | FRA  | 1:49,17    |
| 2     | Gerhard Stolle      | GDR  | 1:49,32    |
| 3     | Jozef Plachý        | TCH  | 1:49,50    |
| 4     | Hans-Henning Ohlert | GDR  | 1:49,62    |
| 5     | Jože Međimurec      | YUG  | 1:49,65    |
| 6     | Antonio Fernández   | ESP  | 1:50,79    |

Finale am 11. März

### 1500 m
| Platz | Athlet              | Land | Zeit (min) |
| ----- | ------------------- | ---- | ---------- |
| 1     | Henryk Szordykowski | POL  | 3:43,01    |
| 2     | Herman Mignon       | BEL  | 3:43,16    |
| 3     | Klaus-Peter Justus  | GDR  | 3:43,36    |
| 4     | Jürgen Hemmerling   | GDR  | 3:43,59    |
| 5     | Michail Ulimow      | URS  | 3:44,33    |
| 6     | Haico Scharn        | NED  | 3:44,45    |
| 7     | Bram Wassenaar      | NED  | 3:44,98    |
| 8     | Włodzimierz Staszak | POL  | 3:45,75    |

Finale am 11. März

### 3000 m
| Platz | Athlet               | Land | Zeit (min) |
| ----- | -------------------- | ---- | ---------- |
| 1     | Emiel Puttemans      | BEL  | 7:44,51    |
| 2     | Willy Polleunis      | BEL  | 7:51,86    |
| 3     | Pekka Päivärinta     | FIN  | 7:52,97    |
| 4     | Egbert Nijstadt      | NED  | 7:54,60    |
| 5     | Gert Eisenberg       | GDR  | 7:55,09    |
| 6     | Wladimir Satonski    | URS  | 7:55,12    |
| 7     | Hartmut Bräuer       | FRG  | 8:02,20    |
| 8     | Bronisław Malinowski | POL  | 8:07,08    |

Finale am 11. März

### 60 m Hürden
| Platz | Athlet             | Land | Zeit (s) |
| ----- | ------------------ | ---- | -------- |
| 1     | Frank Siebeck      | GDR  | 7,71     |
| 2     | Adam Galant        | POL  | 7,76     |
| 3     | Thomas Munkelt     | GDR  | 7,81     |
| 4     | Mirosław Wodzyński | POL  | 7,82     |
| 5     | Leszek Wodzyński   | POL  | 7,83     |
| 6     | Guy Drut           | FRA  | 9,22     |

Finale am 11. März

### 4 × 360 m Staffel
| Platz | Land           | Athleten                                                              | Zeit (min) |
| ----- | -------------- | --------------------------------------------------------------------- | ---------- |
| 1     | Frankreich     | Lucien Sainte-Rose Patrick Salvador Francis Kerbiriou Lionel Malingre | 2:46,00    |
| 2     | BR Deutschland | Falko Geiger Karl Honz Ulrich Reich Hermann Köhler                    | 2:46,42    |

Finale am 10. März

### 4 × 720 m Staffel
| Platz | Land             | Athleten                                                           | Zeit (min) |
| ----- | ---------------- | ------------------------------------------------------------------ | ---------- |
| 1     | BR Deutschland   | Reinhold Soyka Josef Schmid Thomas Wessinghage Paul-Heinz Wellmann | 6:21,58    |
| 2     | Tschechoslowakei | Ivan Kováč Jozef Samborský Jozef Plachý Ján Šišovský               | 6:21,60    |
| 3     | Polen            | Krzysztof Linkowski Lesław Zając Czesław Jursza Henryk Sapko       | 6:26,95    |
| 4     | Niederlande      | Wijnand Bladt Wim Braaksma Martin Moser Jan Reynders               | 6:29,99    |

Finale am 11. März

### Hochsprung
| Platz | Athlet                 | Land | Höhe (m) |
| ----- | ---------------------- | ---- | -------- |
| 1     | István Major           | HUN  | 2,20     |
| 2     | Jiří Palkovský         | TCH  | 2,20     |
| 3     | Vasilios Papadimitriou | GRE  | 2,17     |
| 4     | Csaba Dozsa            | ROU  | 2,17     |
| 5     | Jan Dahlgren           | SWE  | 2,14     |
| 6     | Edgar Kirst            | GDR  | 2,14     |
| 7     | Jean Bodin             | FRA  | 2,14     |
| 8     | Lasse Viskari          | FIN  | 2,14     |

Finale am 11. März

### Stabhochsprung
| Platz | Athlet                | Land | Höhe (m) |
| ----- | --------------------- | ---- | -------- |
| 1     | Renato Dionisi        | ITA  | 5,40     |
| 2     | Hans-Jürgen Ziegler   | FRG  | 5,35     |
| 3     | Jean-Michel Bellot    | FRA  | 5,30     |
| 4     | Tadeusz Olszewski     | POL  | 5,30     |
| 5     | Christos Papanikolaou | GRE  | 5,25     |
| 6     | Patrick Abada         | FRA  | 5,20     |
| 7     | Jānis Lauris          | URS  | 5,20     |
| 8     | Silvio Fraquelli      | ITA  | 5,10     |

Finale am 10. März

### Weitsprung
| Platz | Athlet            | Land | Weite (m) |
| ----- | ----------------- | ---- | --------- |
| 1     | Hans Baumgartner  | FRG  | 7,85      |
| 2     | Max Klauß         | GDR  | 7,83      |
| 3     | Grzegorz Cybulski | POL  | 7,81      |
| 4     | Jaroslav Brož     | TCH  | 7,69      |
| 5     | Phil Scott        | GBR  | 7,48      |
| 6     | Rafael Blanquer   | ESP  | 7,46      |
| 7     | Norbert Teipel    | FRG  | 7,33      |
| 8     | Milan Spasojević  | YUG  | 7,27      |

Finale am 10. März

### Dreisprung
| Platz | Athlet              | Land | Weite (m) |
| ----- | ------------------- | ---- | --------- |
| 1     | Carol Corbu         | ROU  | 16,80     |
| 2     | Michał Joachimowski | POL  | 16,75     |
| 3     | Michail Bariban     | URS  | 16,38     |
| 4     | André Rota          | FRA  | 16,21     |
| 5     | Kristen Fløgstad    | NOR  | 16,14     |
| 6     | Mikalaj Dudkin      | URS  | 16,09     |
| 7     | Richard Kick        | FRG  | 16,01     |
| 8     | Bernard Lamitié     | FRA  | 15,96     |

Finale am 10. März

### Kugelstoßen
| Platz | Athlet             | Land | Weite (m) |
| ----- | ------------------ | ---- | --------- |
| 1     | Jaroslav Brabec    | TCH  | 20,29     |
| 2     | Gerd Lochmann      | GDR  | 20,12     |
| 3     | Jaromír Vlk        | TCH  | 19,68     |
| 4     | Rimantas Plungė    | URS  | 19,48     |
| 5     | Ricky Bruch        | SWE  | 19,29     |
| 6     | Waltscho Stoew     | BUL  | 19,29     |
| 7     | Geoff Capes        | GBR  | 19,26     |
| 8     | Ferdinand Schladen | FRG  | 19,05     |

Finale am 11. März

## Ergebnisse Frauen

### 60 m
| Platz | Athletin          | Land | Zeit (s) |
| ----- | ----------------- | ---- | -------- |
| 1     | Annegret Richter  | FRG  | 7,27     |
| 2     | Petra Kandarr     | GDR  | 7,29     |
| 3     | Sylviane Telliez  | FRA  | 7,32     |
| 4     | Irena Szewińska   | POL  | 7,35     |
| 5     | Christiane Krause | FRG  | 7,36     |
| 6     | Doris Selmigkeit  | GDR  | 7,43     |

Finale am 11. März

### 400 m
| Platz | Athletin         | Land | Zeit (s) |
| ----- | ---------------- | ---- | -------- |
| 1     | Verona Bernard   | GBR  | 53,04    |
| 2     | Waltraud Dietsch | GDR  | 53,35    |
| 3     | Renate Siebach   | GDR  | 53,49    |
| 4     | Christel Frese   | FRG  | 53,78    |

Finale am 11. März

### 800 m
| Platz | Athletin            | Land | Zeit (min) |
| ----- | ------------------- | ---- | ---------- |
| 1     | Stefka Jordanowa    | BUL  | 2:02,65    |
| 2     | Elfi Rost           | GDR  | 2:02,83    |
| 3     | Elżbieta Skowrońska | POL  | 2:02,90    |
| 4     | Swetla Slatewa      | BUL  | 2:03,59    |
| 5     | Maritta Politz      | GDR  | 2:06,40    |
| 6     | Colette Besson      | FRA  | 2:08,61    |

Finale am 11. März

### 1500 m
| Platz | Athletin      | Land | Zeit (min) |
| ----- | ------------- | ---- | ---------- |
| 1     | Ellen Tittel  | FRG  | 4:16,17    |
| 2     | Tonka Petrowa | BUL  | 4:17,20    |
| 3     | Iris Claus    | GDR  | 4:21,49    |

Finale am 11. März

### 60 m Hürden
| Platz | Athletin         | Land | Zeit (s) |
| ----- | ---------------- | ---- | -------- |
| 1     | Annelie Ehrhardt | GDR  | 8,02     |
| 2     | Valeria Bufanu   | ROU  | 8,16     |
| 3     | Teresa Nowak     | POL  | 8,23     |
| 4     | Meta Antenen     | SUI  | 8,27     |
| 5     | Ilona Bruzsenyák | HUN  | 8,32     |
| 6     | Jacqueline André | FRA  | 8,48     |

Finale am 10. März

### 4 × 180 m Staffel
| Platz | Land           | Athletinnen                                                  | Zeit (min) |
| ----- | -------------- | ------------------------------------------------------------ | ---------- |
| 1     | BR Deutschland | Christiane Krause Annegret Richter Inge Helten Rita Wilden   | 1:24,15    |
| 2     | Österreich     | Brigitte Haest Christa Kepplinger Carmen Mähr Karoline Käfer | 1:28,33    |

Finale am 10. März

### 4 × 360 m Staffel
| Platz | Land           | Athletinnen                                                           | Zeit (min) |
| ----- | -------------- | --------------------------------------------------------------------- | ---------- |
| 1     | BR Deutschland | Dagmar Jost Erika Weinstein Annelie Wilden Gisela Ellenberger         | 3:10,85    |
| 2     | Frankreich     | Colette Besson Chantal Jouvhomme Chantal Leclerc Nicole Duclos        | 3:11,20    |
| 3     | Polen          | Danuta Manowiecka Marta Skrzypińska Krystyna Kacperczyk Danuta Piecyk | 3:11,65    |

Finale am 11. März

### Hochsprung
| Platz | Athletin           | Land | Höhe (m) |
| ----- | ------------------ | ---- | -------- |
| 1     | Jordanka Blagoewa  | BUL  | 1,92     |
| 2     | Rita Gildemeister  | GDR  | 1,86     |
| 3     | Milada Karbanová   | TCH  | 1,86     |
| 4     | Rosemarie Witschas | GDR  | 1,86     |
| 5     | Andrea Mátay       | HUN  | 1,84     |
| 6     | Milena Hübnerová   | TCH  | 1,84     |
| 7     | Ilona Gusenbauer   | AUT  | 1,84     |
| 8     | Erika Rudolf       | HUN  | 1,82     |

Finale am 11. März

### Weitsprung
| Platz | Athletin             | Land | Weite (m) |
| ----- | -------------------- | ---- | --------- |
| 1     | Diana Jorgowa        | BUL  | 6,45      |
| 2     | Jarmila Nygrýnová    | TCH  | 6,30      |
| 3     | Mirosława Sarna      | POL  | 6,15      |
| 4     | Nedjalka Angelowa    | BUL  | 6,13      |
| 5     | Meta Antenen         | SUI  | 6,08      |
| 6     | Viorica Viscopoleanu | ROU  | 6,04      |
| 7     | Edda Schmiedel       | FRG  | 5,99      |

Finale am 10. März

### Kugelstoßen
| Platz | Athletin            | Land | Weite (m) |
| ----- | ------------------- | ---- | --------- |
| 1     | Helena Fibingerová  | TCH  | 19,08     |
| 2     | Ludwika Chewińska   | POL  | 18,29     |
| 3     | Antonina Iwanowa    | URS  | 18,25     |
| 4     | Iwanka Christowa    | BUL  | 17,92     |
| 5     | Elena Stojanowa     | BUL  | 17,77     |
| 6     | Radostina Wassekowa | BUL  | 17,28     |
| 7     | Raissa Taranda      | URS  | 16,75     |
| 8     | Adília Silvério     | POR  | 14,74     |

Finale am 10. März